# Spoorlijn Lisieux - Trouville-Deauville
De spoorlijn Lisieux - Trouville-Deauville is een spoorlijn van Lisieux naar Deauville in het Franse departement Calvados. De lijn is 29,7 km lang en heeft als lijnnummer 390 000.

## Geschiedenis
De lijn werd in twee gedeeltes geopend door de Compagnie des chemins de fer de l'Ouest. Van Lisieux naar Pont-l'Évêque op 1 juli 1858 en van Pont-l'Évêque naar Trouville-Deauville op 1 juli 1863. Oorspronkelijk was het een zijlijn met het lijnnummer 378 000 van de spoorlijn Lisieux - Honfleur. Nadat het gedeelte tussen Lisieux en Pont-l'Évêque van deze lijn administratief werd overgedragen werd de lijn naar Honfleur een zijlijn vanaf Pont-l'Évêque.

## Treindiensten
De SNCF verzorgt het personenvervoer op dit traject met TER en Transilien treinen.
| Serie | Treinsoort | Route                                                                 | Bijzonderheden |
| ----- | ---------- | --------------------------------------------------------------------- | -------------- |
| K 3+  | TER (SNCF) | Paris Saint-Lazare – Évreux-Normandie – Lisieux – Trouville-Deauville |                |
| P 3   | TER (SNCF) | Lisieux – Trouville-Deauville                                         |                |

## Aansluitingen
In de volgende plaatsen is of was er een aansluiting op de volgende spoorlijnen:
Lisieux
RFN 366 000, spoorlijn tussen Mantes-la-Jolie en Cherbourg
RFN 401 000, spoorlijn tussen La Trinité-de-Réville en Lisieux
Pont-l'Évêque
RFN 377 000, spoorlijn tussen Pont-l'Évêque en Honfleur
Trouville-Deauville
RFN 379 000, spoorlijn tussen Mézidon en Trouville-Deauville

## Elektrische tractie
De lijn werd in 1996 geëlektrificeerd met een spanning van 25.000 volt 50 Hz.